# ريكي رينا
ريكي رينا (بالإنجليزية: Ricky Reina)‏ (2 أكتوبر 1971 في المملكة المتحدة - ) هو لاعب كرة قدم بريطاني في مركز الهجوم. لعب مع نادي برينتفورد ورامزغيت ‏ ونادي دوفر أتليتيك وSing Tao SC ‏ وفولكستون إنفيكتا.